# Micropterix elegans
Micropterix elegans là một loài bướm đêm thuộc họ Micropterigidae. Nó được Stainton mô tả năm 1867. Loài này có ở Israel.
Adults are important pollinators của Cyclamen persicum. They feed on pollen, copulate và oviposit withtrong flowers.